# (34148) Marchuo
2000 QX16 (asteroide 34148) é um asteroide da cintura principal. Possui uma excentricidade de 0.05800990 e uma inclinação de 3.46818º.
Este asteroide foi descoberto no dia 24 de agosto de 2000 por LINEAR em Socorro.